# John Aniston
John Aniston, geboren als Yannis Anastasakis (Grieks: Γιάννης Αναστασάκης) (Kreta, 24 juli 1933 – Los Angeles County, 11 november 2022) was een Grieks-Amerikaans acteur en de vader van actrice Jennifer Aniston.

## Biografie
Op tweejarige leeftijd verhuisde hij met zijn familie naar de Verenigde Staten. Zijn ouders openden een restaurant in Pennsylvania. De familie verengelste bij aankomst ook haar naam. John behaalde een diploma in theaterkunst en diende in het Amerikaanse leger.
Aniston is vooral bekend bij het soapminnend publiek. Van 1975 tot 1978 speelde hij in de soap Love of Life om dan over te stappen naar Search for Tomorrow tot 1984. In 1985 voegde hij zich bij de cast van Days of our Lives waar hij Victor Kiriakis speelde tot 1997. Zijn personage kreeg een beroerte en verdween uit de serie, er werd gezegd dat Aniston ontslagen werd omdat hij te veel geld vroeg voor de rol. Eind 1998 verscheen hij in de rolstoel, toen zijn geliefde Kate hem bezocht, maar hij kon nog niet spreken. Enkele maanden later kwam hij dan definitief terug, langzaam verscheen hij meer in beeld en herstelde hij waardoor hij weer kon lopen en spreken. In 2004 werd zijn personage vermoord, maar zoals alle andere slachtoffers die dat jaar vielen (en dat waren er heel wat) bleek na enkele maanden dat Victor nog in leven was en hij keerde ook terug.
Hij was zeer goede vrienden met Telly Savalas, bekend van Kojak. Savalas was de peetvader van Jennifer Aniston.
Aniston was twee keer gehuwd; met Nancy Dow, de moeder van Jennifer en later met Sherry Rooney waarmee hij een zoon Alex kreeg.  Aniston overleed op 89-jarige leeftijd.
- Bibliothèque nationale de France: cb14150146h (data)
- Gemeinsame Normdatei: 1272738760
- International Standard Name Identifier: 0000 0001 1347 2494
- Library of Congress Control Number: no2011001551
- Nationale Bibliotheek van Israël: 987007459455405171
- Virtual International Authority File: 165746377
- WorldCat: E39PBJx4kC8xdPBbr7j3D6Y3wC